# 前527年
| 千纪： | 前1千纪 |
| 世纪： | 前7世纪 \| 前6世纪 \| 前5世纪 |
| 年代： | 前550年代 \| 前540年代 \| 前530年代 \| 前520年代 \| 前510年代 \| 前500年代 \| 前490年代                                                                                          |
| 年份： | 前532年 \| 前531年 \| 前530年 \| 前529年 \| 前528年 \| 前527年 \| 前526年 \| 前525年 \| 前524年 \| 前523年 \| 前522年                                                            |
| 纪年： | 周景王十八年 魯昭公十五年 齐景公二十一年 晋昭公五年 秦哀公十年 宋元公五年 楚平王二年 卫灵公八年 陈惠公七年 蔡平侯四年 曹平公元年 郑定公三年 燕共公二年 吴王馀眛十七年 杞平公九年 |

## 大事記
- 吳王餘眛逝世，依壽夢遺命傳位公子季札未果，由吳王僚繼位。
- 晉荀吳攻鮮虞之戰，晉國大勝，不殺一人下，俘虜國君鳶鞮，使鼓國成為晉國的屬國。

## 逝世
- 筏馱摩那，耆那教的創始者，被教徒尊稱為大雄（Mahāvīra，音譯摩訶毘羅，即偉大的英雄）。耆那教相信，他是第24位並且是最後一位蒂爾丹嘉拉。
- 餘眛，春秋時期吳國國君。
- 太子寿，周景王嫡长子，死于六月乙丑日。